# Педерсен, Чарлз
Чарлз Джон Пе́дерсен (3 октября 1904, Пусан, Корейская империя — 26 октября 1989, Сейлем, Нью-Джерси, США) — американский химик, лауреат Нобелевской премии по химии 1987 года, разделивший её с Доналдом Крамом и Жан-Мари Леном «за разработку и применение молекул со структурно-специфическими взаимодействиями с высокой селективностью». Известен своими разработками методов синтеза краун-эфиров, циклических полиэфиров, способных образовывать стабильные комплексы со щелочными металлами. Его работы также стали основой для дальнейших исследований Лена и Крама, положивших начало супрамолекулярной химии.

## Биография
Чарлз Педерсен родился в корейском городе Пусан 3 октября 1904 года. Его отец был норвежец, мать — японка. В 1922 году он иммигрировал в США из японского города Иокогама. Педерсен окончил Университет Дейтона (Огайо), а затем Массачусетский технологический институт, в котором получил степень магистра по органической химии. С 1927 года Педерсен проработал 42 года в химической компании Дюпон до своего ухода на пенсию. Он был одним из немногих Нобелевских лауреатов без высшей научной степени.

## Основные публикации
- C. J. Pedersen. Cyclic polyethers and their complexes with metal salts (англ.) // Journal of the American Chemical Society[англ.] : journal. — 1967. — Vol. 89, no. 26. — P. 7017—7036. — doi:10.1021/ja01002a035.
- Charles J. Pedersen. Macrocyclic Polyethers:Dibenzo-18-Crown-6 Polyether and Dicyclohexyl-18-Crown-6 Polyether (англ.) : journal. — 1988.